# Понтійсько-каспійський степ
Понті́йсько-каспі́йський сте́п — степовий пояс, що тягнеться від північного узбережжя Чорного моря (стара назва: Понт Евксінський) на заході до північного узбережжя Каспійського моря на сході. Західна частина великого Євразійського степу від гирла Дунаю до гирла Волги. Охоплює територію сучасних Молдови, України (український степ), Росії (Південь і Поволжя) та Західного Казахстану (казахський степ). Поділяється на Причорноморський (у межах Причорноморської низовини), Приазовський та Прикаспійські степи. В різні часи відомий під назвами Велика Скіфія, Сарматія, Половецька земля, Дике Поле, Південноросійські степи, Українські степи тощо.

## Географія і екологія
Понтійський степ має площу 994,000 км² простягається від східної Румунії через південну Молдову, Україну, Росію і північно-західний Казахстан до Уралу. Понтійський степ межує зі Східноєвропейським лісостепом на півночі, перехідна зона лугів і мішаних лісів. На півдні, понтійський степ простирається до Чорного моря, за винятком Криму і Західного Кавказу, де ліси Кримського субсередземноморського комплексу визначають південний край степів.
Понто-Каспійські моря є залишками Тургайського моря, басейну Паратетісу який поширювався на південь і на схід від Уралу, і охоплював більшу частину сьогоднішнього Західносибірської рівнини в мезозої і кайнозої.

## Історія

### Археологічні культури
- 5500–4500 до н.е.: Культура лінійно-стрічкової кераміки
- 5300–2600 до н.е.: Трипільська культура
- 5000-3500 до н.е.: Хвалинська культура
- 4500–3500 до н.е.: Середньостогівська культура
- 3500–2300 до н.е.: Ямна культура
- 3000–2200 до н.е.: Катакомбна культура
- 1600–1200 до н.е.: Зрубна культура
- 900–650 до н.е.: Чорногорівська група

### Народи, держави
- 1200-700 до н.е.: кімерійці
- 800-400 до н.е.: скіфи
- 500 до н.е—400: сармати
- 200-500: готи (остроготи)
- 300-400: гуни
- 400-500: булгари
- 500-600: авари
- 600-1000: хозари
- 700-1050: печеніги
- 1050-1250: половці
- 1250-1450: монголи, Золота Орда
- 1450-1770: Велике князівство Литовське, Кримське ханство, Військо Запорозьке, Військо Донське, Московське Царство, калмики, татари, ногайці
- 1770-1917: Російська імперія
- 1917-1921: Українська Народна Республіка, Кримська Народна Республіка, Кубанська Народна Республіка
- 1922-1991: СРСР
- після 1991: Україна, Молдова, Росія, Казахстан